# Рокаш-ду-Вога
Рокаш-ду-Вога (порт. Rocas do Vouga; МФА: [ˈʁo.kɐʒ du ˈvo.gɐ]) — парафія в Португалії, у муніципалітеті Север-ду-Вога. Розташована в західній частині країни, на теренах історичної португальської провінції Бейра. Входить до складу округу Авейру. За адміністративним поділом, чинним до 1976 року, терени парафії були складовою провінції Берегова Бейра. Належить до Авейрівської діоцезії Католицької церкви. Патрон — Іван Хреститель. Площа — 14,8182 км². Населення — 1778 ос. (2011). Слабо урбанізований регіон. Густота населення — 119,99 осіб/км²
. Код — 011705.

## Населення
| Кількість мешканців | Кількість мешканців | Кількість мешканців | Кількість мешканців | Кількість мешканців | Кількість мешканців | Кількість мешканців | Кількість мешканців | Кількість мешканців | Кількість мешканців | Кількість мешканців | Кількість мешканців | Кількість мешканців | Кількість мешканців | Кількість мешканців |
| ------------------- | ------------------- | ------------------- | ------------------- | ------------------- | ------------------- | ------------------- | ------------------- | ------------------- | ------------------- | ------------------- | ------------------- | ------------------- | ------------------- | ------------------- |
| 1864                | 1878                | 1890                | 1900                | 1911                | 1920                | 1930                | 1940                | 1950                | 1960                | 1970                | 1981                | 1991                | 2001                | 2011                |
| 1 362               | 1 428               | 1 346               | 1 381               | 1 524               | 1 672               | 1 857               | 2 121               | 2 109               | 2 066               | 1 928               | 2 060               | 2 072               | 1 977               | 1 778               |